# Buckingham (Buckinghamshire)
Buckingham (pronunciat /ˈbʌkɪŋəm/) és un municipi del Regne Unit, que pertany al comtat d'Buckinghamshire i, en contra del que caldria esperar no n'és la capital d'aquest comtat administratiu, ja que el 1529 va ser substituïda per Aylesbury. Buckingham és també un comtat cerimonial.

## Geografia
El riu Gran Ouse, que neix just a l'acabament del comtat de Northamptonshire gira cap a l'est i passa pel territori de Buckingham. Forma part de la Vall d'Aylesbury.

## Història

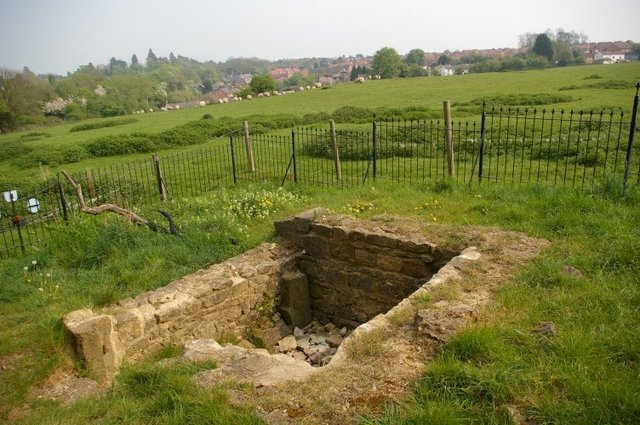
La suposada tomba de sant Rumwold.

Encara que hi ha proves de ser un lloc poblat ja en època celta i romana, el nom de la ciutat és anglosaxó i volia dir «el llogaret de Bucca». Des de l'existència del regne de Mèrcia, es va crear la divisió administrativa anomenada Buckinghamshire, amb capital en aquesta ciutat. El 1529 el rei Enric VIII va traslladar la capitalitat del comtat a la ciutat d'Aylesbury.
En els segles successius l'expansió de Londres va fer créixer les ciutats del sud del comtat mentre que les del nord, com Buckingham van perdre importància.
Alguns textos antics parlen d'un sant nen enterrat a Buckinham, anomenat Rumwold, que va viure tres dies de l'any 662.
El títol de duc de Buckingham es va crear el d14e setembre del 1444, per honorar Humphrey Stafford, 6è comte de Stafford.
Des del 1970 la ciutat té una universitat.

## Agermanaments
Buckingham té relacions d'agermanament amb:
- Mouvaux (França)

## El comtat cerimonial de Buckingham

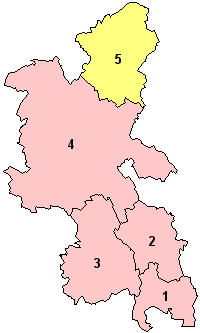
Districte d'Aylesbury Valey (4) al qual pertany Buckingham, dins del comtat administratiu de Buckinghamshire.

Aquesta taula compara les dades de Buckingham amb les dels districtes de Buckinghamshire, els quatre primers són districtes no metropolitans, mentre que el de Borough of Milton Keynes té la consideració de districte metropolità.
| districte                | ciutats principals             | població (2011) | àrea        | densitat de població (2011) | expectatives de creixement 2026 |
| Aylesbury Vale           | Aylesbury, Buckingham          | 174.137         | 902,75 km²  | 193/km²                     | 213.000                         |
| Wycombe                  | High Wycombe, Marlow           | 171.644         | 324,57 km²  | 529/km²                     | 165.000                         |
| Chiltern                 | Amersham, Chesham              | 92.635          | 196,35km²   | 472/km²                     | 89.000                          |
| South Bucks              | Beaconsfield, Burnham          | 66.867          | 141,28&km²  | 474/km²                     | 63.800                          |
| TOTAL                    | N/A                            | 505.283         | 1565km²     | 323/km²                     | 530.800                         |
| Borough of Milton Keynes | Milton Keynes, Newport Pagnell | 248.821         | 308,63&;km² | 806/km²                     | 323,146                         |
| TOTAL ceremonial         | N/A                            | 754.104         | 1874km²     | 402/km²                     | 853.946                         |